# Diocesi di Ortosia di Caria
La diocesi di Ortosia di Caria (in latino: Dioecesis Orthosiensis in Caria) è una sede soppressa del patriarcato di Costantinopoli e una sede titolare della Chiesa cattolica.

## Storia
Ortosia di Caria, identificabile con Orta nell'odierna Turchia, è un'antica sede episcopale della provincia romana della Caria nella diocesi civile di Asia. Faceva parte del patriarcato di Costantinopoli ed era suffraganea dell'arcidiocesi di Stauropoli.
La diocesi è documentata nelle Notitiae Episcopatuum del patriarcato di Costantinopoli fino al XII secolo. Tuttavia è noto un solo vescovo di questa antica diocesi, Diogene, che fu rappresentato dal presbitero Teoctisto al concilio di Calcedonia nel 451.
Dal XVII secolo (?) Ortosia di Caria è annoverata tra le sedi vescovili titolari della Chiesa cattolica; la sede è vacante dal 23 marzo 1911.

## Cronotassi

### Vescovi greci
- Diogene † (menzionato nel 451)

### Vescovi titolari
I vescovi di Ortosia di Caria appaiono confusi con i vescovi di Ortosia di Fenicia perché nelle fonti citate le cronotassi delle due sedi non sono distinte.
- Giorgio Alessandro Dorpowski † (? deceduto)
- Alessandro Sperelli, C.O. † (28 aprile 1642 - 14 marzo 1644 nominato vescovo di Gubbio)
- Piotr Sokołowski † (2 maggio 1644 o 21 marzo 1645 - 1651 deceduto)
- Jan Rakowski † (1º luglio 1652 - 1657 deceduto)
- Stanisław Czuryło † (22 settembre 1659 - 1661 deceduto)
- Jan Karol Czolański † (5 giugno 1662 - 1664 deceduto)
- Kazimierz Zwierz † (10 novembre 1664 - 1682 deceduto)
- Antonio Vigliarolo † (14 marzo 1768 - 1780 deceduto)
- Antonio Bucci † (16 dicembre 1782 - ?)
- Józef Arnulf Giedroyć † (11 aprile 1791 - 13 maggio 1802 succeduto vescovo di Samogizia)
- Louis-Siffrein-Joseph de Salamon † (3 agosto 1807 - 29 maggio 1820 confermato vescovo di Saint-Flour)
- Francesco di Paola Villadecani † (2 ottobre 1820 - 17 novembre 1823 nominato arcivescovo di Messina)
- Giovanni Fortunato Paternò di Manganelli † (17 novembre 1823 - 1836 deceduto)
- Philippe Joseph Viard, S.M. † (7 febbraio 1845 - 3 luglio 1860 nominato vescovo di Wellington)
- Jakob Laurentz Studach † (22 maggio 1862 - 9 maggio 1873 deceduto)
- Godfried Marschall † (15 gennaio 1901 - 23 marzo 1911 deceduto)[4]